# Edward Foxe
Edward Foxe, född cirka 1496 i Dursley i Gloucestershire, död 8 maj 1538, var en engelsk kyrkoman, biskop av Hereford. Han var den mest lutherske av Henrik VIII:s biskopar, och hjälpte till att med utkastet till de "Tio artiklarna" år 1536. Han var "Lord of the Privy Seal" under Henrik VII:s regeringstid.
Foxe fick sin utbildning vid Eton College och vid King's College, Cambridge. Efter examen år 1520, blev han år 1527 Kardinal Wolseys sekreterare. År 1528 sändes han tillsammans med biskop Stephen Gardiner till Rom för att få påve Klemens VIIs tillåtelse att pröva ärendet om äktenskapet mellan kung Henrik VIII av England och hans första maka Katarina av Aragonien.
Då Foxe återvände valdes han till provost (dekanus) vid King's College.  Thomas Cranmer valdes till ärkebiskop av Canterbury över Foxes huvud, efter att Cranmer givit rådet att kungen borde vända sig till Europas universitet med sin fråga om annulleringen istället för till påven. Efter ett kort uppdrag i Paris i oktober 1929 blev Foxe i januari 1529 vän med Hugh Latimer vid Cambridge och deltog aktivt för att övertala de engelska universiteten att döma till kungens favör. Han gjorde samma sak vid de franska universiteten 1530-1531, och förhandlade även om en närmare allians mellan Frankrike och England. År 1534 utgavs hans De vera differentia regiae potestatis et ecclesiae som översattes till engelska 1548.
Han fick flera olika kyrkliga ämbeten som Ärkediakon av Leicester (1531),  Dekan av Salisbury och biskop av Hereford (1535). 1535-1536 sändes han till Tyskland för att diskutera politik och teologi med de lutherska furstarna och teologerna, och han hade flera samtal med Martin Luther, som inte lät sig övertalas i frågan om Henrik VII:s skilsmässa. Wittenbergartiklarna 1536, hade betydelse för de engelska “10 artiklarna” från samma år. År 1536 dedicerade Martin Bucer Commentaries on the Gospels till honom , och Foxes Protestantism illustrerades av Alexander Ales.
Edward Foxe ligger begravd i kyrkan St Mary Mounthaw i London.